# Aladdin (filme de 1992)
Aladdin (mesmo título no Brasil e em Portugal) é um filme norte-americano de 1992, dos gêneros musical, aventura e fantasia, produzido pela Walt Disney Feature Animation e distribuído pela Walt Disney Pictures. Foi o 31º filme animado da série de clássicos da Disney e fez parte da era conhecida como Renascimento da Disney. O filme foi dirigido por John Musker e Ron Clements, baseado no tradicional conto árabe Aladim e a Lâmpada Maravilhosa, contido em As Mil e uma Noites. O elenco de vozes é composto por Scott Weinger, Jonathan Freeman, Robin Williams, Linda Larkin, Frank Welker, Gilbert Gottfried e Douglas Seale.
A ideia original para se adaptar o conto partiu do compositor Howard Ashman. O roteiro foi esboçado três vezes antes do presidente da Disney, Jeffrey Katzenberg, concordar com a produção. Os animadores basearam seus projetos nos trabalhos do cartunista Al Hirschfeld, tendo sido utilizados computadores para colorir e para criar alguns elementos da animação. A trilha sonora foi escrita por Alan Menken e apresenta seis canções compostas por Ashman e Tim Rice, que assumiu após a morte de Ashman.
Aladdin foi lançado em 25 de novembro de 1992 com críticas positivas, apesar de alguns árabes considerarem o filme racista. Tornou-se o filme mais bem sucedido desse ano, faturando mais de 217 milhões de dólares nos Estados Unidos e mais de 504 milhões em todo o mundo. O filme ganhou também muitos prêmios, a maioria deles por sua trilha sonora. O sucesso de Aladdin fez com que muitos produtos inspirados no filme fossem lançados, tais como duas sequências lançadas diretamente em vídeo, The Return of Jafar e Aladdin and the King of Thieves, uma série televisiva, musical da Broadway, brinquedos, jogos eletrônicos, spin-offs e muitos outros produtos. Uma refilmagem com atores de verdade foi lançada em 2019.

## Enredo
Em algum lugar do Oriente Médio do século IX d.C, Jafar, grão-vizir do Sultão de Agrabah, está tentando recuperar uma lâmpada mágica, contendo um gênio, que está localizada na Caverna das Maravilhas. Após ver uma tentativa fracassada de um ladrão a entrar na caverna, Jafar e seu papagaio Iago descobrem que somente uma pessoa generosa poderia entrar na caverna.
Jasmine, filha do sultão, frustrada com sua vida no palácio, foge para o mercado popular de Agrabah. Lá, conhece o jovem de rua Aladdin e seu macaco de estimação, Abu. Os dois descobrem que têm muito em comum. Quando Aladdin é detido pelos guardas por roubar, Jasmine ordena a sua libertação, mas Jafar inventa mentiras e diz que o rapaz é o culpado pelo crime.
Disfarçado de ancião, Jafar solta Aladdin e Abu da prisão e leva-os para a Caverna das Maravilhas. A cabeça em forma de tigre à entrada da caverna diz-lhes para não tocarem em nada, a não ser na lâmpada. Aladdin e Abu entram na caverna, onde um tapete mágico os orienta em busca da lâmpada. Abu em uma tentativa de roubar um rubi faz com que a caverna entre em colapso, mas o tapete mostra aos dois a saída. Aladdin entrega a lâmpada a Jafar e este tenta matá-lo, então Abu morde Jafar e toma a lâmpada de volta, sem que o mesmo perceba. Entretanto, Aladdin cai na caverna e, logo a seguir, Jafar joga Abu também para dentro da caverna, sendo ambos salvos pelo tapete.
Na caverna destruída, Aladdin esfrega a lâmpada que liberta um gênio, que revela poder conceder três desejos quaisquer — exceto matar alguém, fazer alguém se apaixonar ou trazer mortos de volta à vida. Aladdin engana o Gênio, fazendo com que todos saiam da caverna sem usar nenhum dos desejos. O Gênio admite que gostaria de ser livre, já que ele é um prisioneiro em sua lâmpada. Aladdin promete libertá-lo com seu último desejo. Depois de falar sobre Jasmine com o Gênio, Aladdin decide usar seu primeiro desejo para se tornar um príncipe para que ele possa conquistar a filha do sultão.
Aladdin retorna a Agrabah e Jafar tenta enganar o sultão para que se case com Jasmine. Quando Aladdin se apresenta ao sultão, em seu palácio, como "Príncipe Ali", Jasmine rejeita o pretendente. Apesar da sugestão do Gênio para que ele conte à princesa quem ele realmente é, Aladdin mantém-se disfarçado de Ali, e leva Jasmine a passear em seu tapete mágico. Durante a viagem, Jasmine descobre que Ali é na verdade Aladdin e exige-lhe a verdade. Ao invés de dizer a verdade, Aladdin inventa uma história de que ele às vezes se veste como um plebeu para escapar à vida no palácio. O casal beija-se e Aladdin volta para casa.
Depois, Aladdin é capturado por Jafar e lançado ao mar, mas o Gênio resgata-o com seu segundo desejo. Aladdin retorna ao palácio e expõe o plano de Jafar, que então foge, não antes de revelar que a lâmpada na mão de Aladdin é o que fez com que ele se tornasse um príncipe. Aladdin fica em dúvida sobre revelar quem ele realmente é, e Iago rouba a lâmpada e leva-a a Jafar, que se torna o novo mestre do Gênio. Jafar usa seus dois primeiros desejos para se tornar sultão e o feiticeiro mais poderoso do mundo. Usando seus novos poderes, Jafar força Jasmine e seu pai a curvarem-se diante dele, expõe os segredos de Aladdin e, em seguida, exila-o e também Abu em um deserto gélido.
Aladdin usa o tapete mágico para retornar a Agrabah, onde Jafar tornou Jasmine e o sultão seus escravos. Jasmine tenta distrair Jafar seduzindo-o, enquanto Aladdin tenta recuperar a lâmpada, mas Jafar apercebe-se. Ele aprisiona Jasmine em uma ampulheta gigante e transforma-se em uma enorme cobra. Jafar prende Aladdin e gaba-se de ser "o mais poderoso ser na Terra" e Aladdin retruca dizendo que o Gênio ainda é mais poderoso. Diante dessa constatação, Jafar usa o seu último desejo para se tornar um gênio. No entanto, Jafar descobre que os gênios não são entidades livres ao ser sugado para dentro de uma lâmpada preta, arrastando Iago consigo. O Gênio leva a lâmpada para a Caverna das Maravilhas.
Após Aladdin perceber que não pode continuar fingindo ser alguém que não é, decide cumprir sua promessa e deseja que o Gênio seja livre. Vendo o amor de Jasmine e Aladdin, o sultão muda a lei para permitir que ela se casasse com quem ela considere digno. O Gênio recém-livre vai embora para explorar o mundo, enquanto Aladdin e Jasmine comemoram seu noivado.

## Elenco
- Scott Weinger como Aladdin: Um ladrão pobre de Agrabah, mas de bom coração. Weinger enviou uma fita demo caseira onde sua mãe fazia o papel de Gênio[5] e seis meses depois foi escolhido para o papel.[6] A voz da personagem enquanto canta é providenciada por Brad Kane, que também dublava Aladdin enquanto falava antes da entrada de Weinger no elenco.[7]
- Robin Williams como Gênio: Um gênio cômico com um poder quase omnipotente, que só pode ser ativado quando seu dono desejar. Clements e Musker criaram a personagem para Williams e quando encontraram dificuldades, mesmo para as animações, construíram uma animação provisória a partir de uma rotina de stand up. Quando Williams viu o resultado riu bastante e imediatamente aceitou o papel. Williams também dubla o mercador na cena inicial do filme.[8]
- Jonathan Freeman como Jafar: O grão-vizir de Agrabah. Originalmente Jafar seria criado como uma personagem irritada, mas os diretores decidiram que um vilão calmo seria mais assustador.[9] Freeman foi o primeiro ator a integrar o elenco e passou um ano e nove meses gravando suas falas. Mais tarde, reajustou sua voz, após Weinger e Larkin entrarem no elenco, pois sentiu que "Jafar tinha de ser visto como uma ameaça real para Aladdin e Jasmine".[10] O animador Andreas Deja tentou incorporar as expressões e os gestos de Freeman na personagem.[11]
- Linda Larkin como Princesa Jasmine: A princesa de Agrabah, que está cansada de sua vida no palácio real. Larkin foi escolhida nove meses após sua audição. Ela teve que alterar seu timbre para chegar à voz que os cineastas desejavam para a personagem.[9] Lea Salonga, que na época fazia apresentações de Miss Saigon na Broadway, fornece a voz da personagem cantando.[12]
- Frank Welker como Abu: O macaco de estimação cleptomaníaco de Aladdin que possui uma voz aguda. Os animadores filmaram macacos no zoológico de São Francisco para estudar quais os movimentos que Abu deveria fazer.[9] Nos três anos que levou para gravar o filme, Welker não se encontrou com Weinger, nem Williams.[13] Welker também foi o encarregado da dublagem do tigre de Jasmine, Rajah, e o da Caverna das Maravilhas.[14]
- Gilbert Gottfried como Iago: O papagaio de estimação sarcástico e boca-suja de Jafar. O responsável pela animação de Iago, Will Finn, tentou incorporar alguns aspectos de seu dublador no design da personagem, especialmente seus olhos semifechados e os dentes que sempre estão à vista.[9]
- Douglas Seale como o Sultão: O pomposo, mas bondoso governante de Agrabah, que tenta desesperadamente encontrar um pretendente para sua filha Jasmine. Alguns dos aspectos da personagem foram inspirados em Mágico de Oz, com o objetivo de se criar uma figura de autoridade atrapalhada.[9]
- Jim Cummings como Razoul: O capitão da Guarda. Ele passou a ser chamado assim por conta do supervisor de layout, cujo nome é Rasoul Azadani.[9]
- O Tapete Mágico é um tapete sensível que é capaz de voar. O animador Randy Cartwright considerou trabalhar na personagem um desafio, já que este é apenas uma forma quadrada, que se expressa através da pantomima — "É uma espécie de atuação através do origami". Durante o processo de animação, Cartwright, mantinha um pedaço de pano dobrado para ver como posicionar o tapete.[15] Depois que a animação da personagem foi feita, o design da superfície do tapete foi digitalmente aplicado.[11]

## Produção

### Roteiro e desenvolvimento
Em 1988, o compositor Howard Ashman deu à Disney a ideia de uma adaptação animada de Aladdin em forma de musical. Após Ashman escrever algumas canções, junto com Alan Menken, e um tratamento, um roteiro foi escrito por Linda Woolverton, que havia trabalhado em Beauty and the Beast. Em seguida, os diretores John Musker e Ron Clements juntaram-se à equipe de produção, escolhendo Aladdin entre três projetos oferecidos, que também incluíam uma possível adaptação de O Lago dos Cisnes e King of the Jungle — que se tornaria O Rei Leão. Musker e Clements elaboraram um rascunho do roteiro e enviaram ao chefe de estúdio, Jeffrey Katzenberg, em 1991. Katzenberg achou que o roteiro "não engajaria" e só o aprovou após a dupla Ted Elliott e Terry Rossio terem-no reescrito. Entre as mudanças, a mãe de Aladdin foi retirada da história, a princesa Jasmine tornou-se uma personagem mais forte, a personalidade de Aladdin foi reescrita para ser tornar "um pouco mais áspera, como um jovem Harrison Ford" e o papagaio Iago concebido originalmente como uma personagem "britânica" calma e séria, foi reformulada para ter um papel cômico depois de os cineastas verem Gilbert Gottfried, em Beverly Hills Cop II. Então, Gottfried foi escolhido para dar voz a Iago. Diversas personagens e elementos da história foram baseados na versão de 1940 de The Thief of Bagdad e muitos aspectos da história tradicional foram modificados para a adaptação animada — por exemplo, o cenário que antes era a "China" foi trocado pela fictícia cidade árabe de Agrabah.

### Designe animação

Um model sheet mostrando as personagens principais. Os animadores desenharam cada uma delas baseando-se em um forma geométrica diferente.

Um dos primeiros problemas com que os animadores se depararam durante a produção de Aladdin foi a representação do próprio Aladdin. O diretor e produtor John Musker explica:
| “ | Nas triagens iniciais, nós fizemo-lo um pouco mais jovem e ele tinha uma mãe na história. [...] Em seu design ele tornou-se mais atlético, mais preenchido, mais como um jovem líder, mais como um galã adolescente do que antes. | ” |

Inicialmente Aladdin seria um jovem com treze anos, mas eventualmente foi decidido que ele teria dezoito. Aladdin foi projetado por uma equipe liderada pelo supervisor de animação Glen Keane, tendo sido originalmente concebido para se assemelhar com Michael J. Fox. Durante a produção, foi decidido que seu design seria mais infantil e não "tão atraente", então a personagem foi redesenhada para conter elementos derivados do ator Tom Cruise e dos modelos de Calvin Klein.
O design da maioria das personagens foi baseado nos desenhos do caricaturista Al Hirschfeld, que o designer de produção Richard Vander Wende considerou adequado para o tema, devido as semelhanças com as linhas arrebatadoras das miniaturas persas e da caligrafia árabe. O design de Jafar não foi baseado nas obras de Al Hirschfeld, porque o supervisor de animação da personagem, Andreas Deja, queria que ele fosse contrastante em relação às restantes personagens. Cada personagem foi animada separadamente, com os animadores consultando-se uns aos outros para fazerem as cenas onde as personagens se relacionam. Como o animador de Aladdin, Glen Keane, estava trabalhando na filial da Califórnia, Walt Disney Feature Animation, e o animador de Jasmine, Mark Henn, na sede da Flórida, Disney-MGM Studios, eles tiveram que frequentemente telefonar, enviar faxe ou projetos e discos um para o outro.
Para a criação dos cenários, o supervisor de layout Rasoul Azadani tirou muitas fotos de sua cidade natal, Isfahan, para orientação. Outras inspirações vieram de filmes animados da Disney das décadas de 40 e 50 e do filme de 1940 The Thief of Bagdad. A coloração foi feita com o processo computadorizado CAPS e os tons de cor foram escolhidas de acordo com a personalidade — os protagonistas usaram cores claras, como azul, os antagonistas mais escuras, como vermelho e preto e Agrabah e seu palácio usaram a cor neutra amarela. A animação digital foi usada para alguns elementos do filme, como a cabeça de tigre na entrada da Caverna das Maravilhas e a cena onde Aladdin tenta fugir da caverna que está desmoronando.
Musker e Clements criaram o Gênio com Robin Williams em mente; mesmo que Katzenberg tenha sugerido atores como John Candy, Steve Martin e Eddie Murphy, Williams foi convidado e acabou por aceitar o papel. Williams veio às sessões de gravação durante as pausas nas gravações de dois outros filmes estrelados por ele na época, Toys e Hook. Apesar de ser um filme de animação, muitos dos diálogos de Williams foram ad libitum: para algumas cenas, foi dado a Williams temas e sugestões de diálogo, mas foi-lhe permitido improvisar suas falas. Estima-se que Williams improvisou 52 caracteres.
Os produtores utilizaram muitas piadas internas e referências a filmes anteriores da Disney, como algumas "participações especiais" dos diretores Clements e Musker que também desenharam algumas personagens baseadas em empregados da Disney. Fera, Sebastian de A Pequena Sereia e Pinóquio fizeram breves participações, e as vestimentas do Gênio no final do filme — chapéu do Pateta, camisa havaiana e sandálias — são uma referência a um pequeno filme que Robin Williams fez para uma turnê da Disney/MGM Studios no final dos anos 80.

### Conflito de Robin Williams com o estúdio
Em gratidão por seu sucesso com o filme da Disney/Touchstone Good Morning, Vietnam, Robin Williams dublou o Gênio pela tabela salarial da SAG (US$75.000), com a condição de que seu nome e sua imagem não fossem usados para marketing e que sua personagem (secundária) não teria mais de 25% de espaço na arte visual das publicidades, já que Toys foi programado para ser lançado um mês depois da estreia de Aladdin. Por razões financeiras, o estúdio voltou atrás no negócio em ambos os casos, especialmente no fato da arte dos cartazes terem apenas 25% da imagem do Gênio, com o espaço para as outras personagens principais e secundárias sendo considerado pequeno. O livro Aladdin: The Making Of An Animated Film da Disney Hyperion listou ambas as personagens de Williams "O Mascate" e "O Gênio" à frente das personagens principais, mas referiu-se a ele apenas como "o ator que assinou para fazer o papel do Gênio".
Robin Williams e a Disney desentenderam-se e, como resultado, Dan Castellaneta dublou o Gênio em The Return of Jafar, na adaptação televisiva de Aladdin e também gravou sua voz para Aladdin and the King of Thieves. Quando Jeffrey Katzenberg foi demitido da Disney e substituído pelo antigo produtor da 20th Century Fox, Joe Roth (cujo último ato pela Fox foi o filme Mrs. Doubtfire com Williams), Roth providenciou um pedido de desculpas público a Williams em nome da Disney. Williams concordou em participar de Jack da Hollywood Pictures dirigido por Francis Ford Coppola e, até mesmo, concordou em dublar o Gênio novamente para King Of Thieves (por consideravelmente mais do que a tabela salarial), substituindo todos os diálogos de Castellaneta.

### Música
O compositor Alan Menken e os letristas Howard Ashman e Tim Rice foram elogiados por criarem uma trilha sonora que é "consistentemente boa e que compete com o melhor das outras animações musicais da Disney dos anos 90." Menken e Ashman começaram a trabalhar juntos no filme e Rice assumiu o lugar de Ashman após sua morte, por conta de complicações relacionadas com a AIDS no início de 1991. Apesar de quatorze canções terem sido escritas para Aladdin, apenas seis delas aparecem durante o filme, sendo cada três escritas por cada um deles. A edição especial em DVD, lançada em 2004, inclui quatro músicas que foram produzidas durante a fase de teste e um videoclipe de "Proud of Your Boy" cantado por Clay Aiken, que também esteve presente no álbum DisneyMania 3.

## Temas
"A história original era uma espécie de um filme sobre ganhar na loteria. Quanto nós lançamos isso, particularmente sendo na década de 80, pareceu um filme "ganância é bom" dos anos 80. (...) Ter qualquer coisa que você poderia desejar seria a melhor coisa do mundo, e tê-la tirada de você é ruim, mas tê-la de volta é ótimo. Nós realmente não queríamos que essa fosse a mensagem do filme."

Ron Clements
Os cineastas acharam que a lição de moral do conto original não era apropriada, então decidiram "colocar algo a mais", fazendo a satisfação dos desejos parecer algo ótimo, mas isto acabou por se tornar um problema. Outro tema importante, é não tentar ser o que não se é — tanto Aladdin quanto Jasmine entram em situações perigosas, fingindo ser pessoas diferentes do que são e além disso o "Príncipe Ali" falha em impressionar Jasmine, que só se apaixona por Aladdin quando descobre quem ele realmente é. Ser "aprisionado" também é discutido, um destino que ocorre com a maioria das personagens — Aladdin e Jasmine estão presos aos seus estilos de vida, o Gênio está preso a sua lâmpada e Jafar ao sultão — e que é representado visualmente pelas paredes e barras do palácio de Agrabah, além da cena onde há pássaros engaiolados, que Jasmine, mais tarde liberta. Jasmine é representada de forma diferente das princesas da Disney, sendo rebelde à vida real e a sua estrutura social ao tentar fazer o seu próprio destino, ao contrário das típicas princesas que apenas esperam pelo resgate dos príncipes.

## Lançamento e recepção

### Lançamento
Uma grande campanha promocional precedeu a estreia de Aladdin nos cinemas, com o trailer do filme sendo anexado na maioria dos lançamentos da Disney em VHS, além do lançamento de inúmeros produtos licenciados. Depois do lançamento de uma edição limitada em 13 de novembro de 1992, Aladdin estreou em 1131 cinemas em 25 de novembro de 1992 arrecadando US$ 19,2 milhões na primeira semana — o segundo colocado nas bilheterias, atrás apenas de Home Alone 2: Lost in New York. Foram necessárias oito semanas para o filme alcançar o primeiro lugar nas bilheterias dos Estados Unidos, quebrando o recorde na semana entre o Natal e o Ano Novo após lucrar US$ 32,2 milhões. O filme manteve-se no topo por cinco vezes durante o período de 22 semanas em que esteve em cartaz. Aladdin foi o filme mais bem sucedido em 1992, arrecadando US$ 217 milhões nos Estados Unidos e mais de US$ 504 milhões em todo o mundo. Foi a maior arrecadação bruta para um filme de animação até O Rei Leão que iria estrear dois anos mais tarde. Em 2010, era o décimo oitavo melhor filme de animação em quantidade de arrecadação e o terceiro que mais arrecadou em todo o mundo atrás de O Rei Leão e Os Simpsons: o Filme.

### Recepção crítica
Aladdin foi bem recebido pela crítica especializada. O site Rotten Tomatoes reporta que 92% dos críticos deram uma resenha positiva ao filme, baseado em uma amostra de 51 análises com uma nota média de 8/10. Entre os "críticos mais importantes", ele tem uma aprovação positiva de 100% a partir de dez críticas diferentes.
A maioria dos críticos elogiaram o desempenho de Robin Williams como o Gênio, com Janet Maslin do The New York Times declarando que as crianças "não precisam saber exatamente o que o Sr. Williams está evocando para entender o quão engraçado ele é." O animador Chuck Jones da Warner Bros. até mesmo chamou o filme de "o mais engraçado já feito." James Berardinelli classificou o filme com 3,5 de 4 estrelas possíveis, elogiando as "imagens nítidas e os números maravilhosas de música e de dança". Peter Travers da revista Rolling Stone disse que a comédia do filme é acessível tanto para crianças quanto para adultos, uma opinião comum com Desson Howe do The Washington Post, que acrescentou ainda que "as crianças vão se encantar com a magia e a aventura." Brian Lowry da Variety elogiou o elenco de personagens, descrevendo o expressivo tapete mágico como o "mais marcante", e considerou que "Aladdin supera as muitas falhas em sua história graças à pura virtuosidade técnica."
Alguns aspectos do filme foram amplamente criticados. Ed Gonzalez da Slant Magazine fez uma análise negativa, descrevendo o filme como racista, ridículo e que ele é "apenas uma desculpa para Robin Williams cometer um ato de circo narcisista." A análise da IGN considerou que, além do Gênio e da cena da caverna em desmoronamento, Aladdin era "totalmente formulaico (...). Você sabe como tudo vai acabar, não contém surpresas, e neste assunto, muito pouco é realmente especial" e descreveu o elenco, especialmente os protagonistas, como personagens "marcadas pela mesmice". Roger Ebert que no geral enalteceu o filme em sua crítica, considerou a música inferior aos seus antecessores, A Pequena Sereia e Beauty and the Beast, e afirmou que Aladdin e Jasmine eram "pálidos e rotineiros".

### Prêmios
Aladdin também recebeu muitas indicações a prêmios, a maioria delas para as suas músicas. O filme ganhou dois Óscar, pela melhor trilha sonora e pela melhor canção original por "A Whole New World" e, ainda, recebeu indicações pela melhor canção ("Friend Like Me"), edição de som e mixagem de som (Terry Porter, Mel Metcalfe, David J. Hudson and Doc Kane). No Globo de Ouro, Aladdin ganhou o prêmios de melhor canção original ("A Whole New World") e melhor trilha sonora, assim como um Prêmio Especial para Robin Williams e uma indicação a melhor comédia ou musical. Outros prêmios incluem o Annie Award de melhor longa-metragem de animação, um MTV Movie Awards pela melhor desempenho cômico de Robin Williams, Prêmio Saturno pelo melhor filme de fantasia, pelo melhor desempenho de um jovem ator e ator coadjuvante, o melhor longa-metragem de animação pela Los Angeles Film Critics Association, além de quatro Prêmios Grammy, melhor álbum de trilha sonora, canção do ano, melhor performance pop por um duo ou grupo com vocais e melhor canção por "A Whole New World".

### Home video
O filme primeiro foi lançado em VHS em 1 de outubro de 1993, como parte da linha "Clássicos da Walt Disney". Na primeira semana em que foi comercializado, Aladdin vendeu mais de 10,6 milhões de cópias e por fim vendeu mais de 25 milhões de cópias (um recorde quebrado apenas após o lançamento de O Rei Leão). Em 30 de abril de 1994 as vendas foram suspensas.
Em 5 de outubro de 2004, Aladdin foi lançado em DVD, como parte da linha Edição de Platina da Disney. Para o lançamento do DVD era previsto um retoque e uma limpeza na animação, mas a reedição em IMAX foi cancelada em 2003, assim como um segundo disco bônus. Acompanhado por uma campanha de marketing de US$ 19 milhões, o DVD vendeu aproximadamente 3 milhões de unidades em seu primeiro mês de vendas, mas isso foi menos do que o número de cópias vendidas, no mesmo período de tempo, por qualquer outra Edição de Platina lançada antes dele. A trilha sonora do filme estava disponível em sua versão original Dolby 5.1 e também na nova versão Disney Enhanced Home Theater Mix. As vendas do DVD foram cessadas em janeiro de 2008, juntamente com suas sequências.
De acordo com um trailer de inserção na versão de Edição de Diamante de A Dama e o Vagabundo, Aladdin seria lançado em blu-ray como parte da linha Edição de Diamante em 2013, mas ao invés disso, Peter Pan foi lançado naquele ano para celebrar seu 60º aniversário. A versão Diamante em DVD e Blu-ray de Aladdin chegou às lojas em Outubro de 2015.

### Controvérsias
Um dos versos da canção de abertura "Arabian Nights" foi alterado por conta de protestos do Comitê Árabe-Americano Antidiscriminação. A letra foi modificada em julho de 1993 de "Onde eles cortam sua orelha caso não gostem de seu rosto" para "Onde é plana e imensa e o calor é intenso". A alteração pode ser vista pela primeira vez no lançamento em vídeo de 1993. A letra original manteve-se intacta no lançamento da primeira versão da trilha sonora do filme, mas em seu relançamento a versão editada foi a utilizada. A regravação utiliza a voz original em todas os outros versos e, em seguida, uma voz visivelmente mais grave canta o verso editado. Por conta deste incidente, a Entertainment Weekly classificou Aladdin como um dos filmes mais controversos de todos os tempos. A ADC também reclamou do retrato das personagens principais Aladdin e Jasmine. Eles criticaram as características anglicizadas e acentos anglo-americanos de ambos, em contraste com as outras personagens do filme, que são de pele escura, têm sotaques estrangeiros e características faciais grotescas, e que as fazem parecerem com uns vilões ou alguém ganancioso.
Os protestos também foram direcionados a outra cena. Quando Aladdin é atacado pelo tigre Rajah na sacada do palácio, ele calmamente diz "bom gatinho, saia e vá embora" e a palavra "gatinho" é sobreposta pelo rosnado de Rajah. Algumas pessoas relataram terem ouvido "adolescentes bonzinhos, tirem suas roupas", algo que eles consideraram uma mensagem subliminar à promiscuidade. Por conta da controvérsia, a Disney substituiu a frase por "calma, gatinho" no lançamento do longa-metragem em DVD.
Entusiastas da animação têm notado semelhanças entre Aladdin e o filme de Richard Williams The Thief and the Cobbler (também conhecido como Arabian Knight sob licença da Miramax Films e The Princess and the Cobbler em seu lançamento pela Majestic Films International). Essas similaridades incluem um enredo similar, personagens semelhantes, cenas e desenhos de fundo, e o design que lembra um ziguezague do antagonista e os maneirismos do Gênio e Jafar. Apesar de Aladdin ter sido lançado antes de The Thief and the Cobbler, este último começou a ser produzido muito antes a década de 1960, mas encontrou muitas dificuldades, que incluem problemas financeiros, problemas com direitos autorais e atraso na produção causado por conta de estúdios independentes que tentaram terminar o filme depois de Richard Williams ter sido despedido do projeto por não conseguir conclui-lo. A versão final da Miramax (um estúdio que é propriedade da Disney) após a aquisição e reedição do filme, fez com que The Thief and the Cobbler fosse, por vezes, rotulado como uma  cópia de Aladdin.

## Legado

### Sequências espin-offs
Aladdin foi seguido pelo filme The Return of Jafar, lançado diretamente em vídeo. No filme uma nova personagem foi adicionada, Abis Mal, que foi dublado por Jason Alexander, e todo o elenco, exceto Robin Williams que foi substituído por Dan Castellaneta e Douglas Seale por Val Bettin, foi mantido. O enredo foca-se principalmente na busca de Jafar pela vingança contra Aladdin. No entanto, desta vez, com Iago ajudando Aladdin, enquanto Abis Mal torna-se o novo cúmplice de Jafar. Pouco tempo depois deste filme, uma série televisiva começou a ser exibida. Os episódios têm como foco as aventuras de Aladdin após os eventos ocorridos no segundo filme. Em 1996, a última sequência da franquia, Aladdin and the King of Thieves é lançada em vídeo. A história termina com Aladdin e Jasmine prestes a se casarem e com Aladdin descobrindo que seu pai ainda está vivo, mas que ele é o rei de todos os ladrões em Agrabah.
Os personagens de Aladdin, mais tarde, também fizeram um crossover com Hercules: The Animated Series e estrelaram como convidados em House of Mouse e nos programas relacionados a série — Jafar foi o líder dos vilões em Mickey's House of Villains.
O filme também inspirou uma apresentação no gelo da Disney on Ice, bem como duas atrações nos parques temáticos da Disney: "The Magic Carpets of Aladdin", brinquedo semelhante ao Dumbo the Flying Elephant, disponível no Magic Kingdom na Walt Disney World Resort e no Walt Disney Studios Park na Disneyland Resort Paris; e o espetáculo Disney's Aladdin: A Musical Spectacular no Disney California Adventure.

### Jogos eletrônicos
Tão breve ocorreu o lançamento do filme, três jogos diferentes baseados em Aladdin foram lançados. Uma coprodução entre o Virgin Group e a Walt Disney Feature Animation para Mega Drive foi lançada no final de 1993 e, posteriormente, adaptada para Nintendo Entertainment System, PC, Game Boy e Game Boy Color.[carece de fontes?] No mesmo ano a Capcom lançou um jogo para SNES, que mais tarde foi disponibilizado para Game Boy Advance em 2002. Em 1994, a SIMS lançou um jogo de Aladdin para Sega Game Gear e Sega Master System.[carece de fontes?]
A adaptação televisiva deu origem a outro jogo eletrônico que foi produzido pela Argonaut Games, intitulado Aladdin: Nasira's Revenge e lançado em 2000 para PlayStation e PC. Em 2004, um jogo de xadrez para computador produzido pela Vivendi Universal foi lançado sob o título Disney's Aladdin Chess Adventures.
A série Kingdom Hearts apresenta um mundo jogável de Aladdin conhecido como Agrabah. Em Kingdom Hearts e Kingdom Hearts: Chain of Memories, o enredo é vagamente relacionado com a trama original do filme. Em Kingdom Hearts II há uma mistura nos enredos de Aladdin e The Return of Jafar. O Gênio está disponível na série através de invocações de personagens.

### Musical
Em novembro de 2010, Alan Menken confirmou que uma adaptação musical para teatro da série estava sendo trabalhada e que seria escrita por Chad Beguelin. O espetáculo esteve em exibição entre 7 e 31 de julho de 2011 no 5th Avenue Theatre, Seattle. Jonathan Freeman, que dubla Jafar no filme, participou na peça atuando com o mesmo papel. Adam Jacobs e Courtney Reed  fizeram os papéis de Aladdin e Jasmine, respectivamente. Os outros atores incluem Sean G. Griffin como o Sultão; Don Darryl Rivera como Iago; e nos papéis de Omar, Babkak e Kassim — um trio de personagens originalmente concebidos pelos criadores do filme, mas que não foram utilizados — Andrew Keenan-Bolger, Brian Gonzales e Brandon O'Neill, foram, respectivamente, os responsáveis pelas atuações. A apresentação foi dirigida e coreografada por Casey Nicholaw. Outra produção do musical tem apresentações no The Muny em St. Louis previstas para os dias 5 até 13 de julho de 2012.
A versão de Seattle reformulada para os palcos da Broadway, estreou em 20 de Março de 2014 no New Amsterdam Theatre, na Broadway, e foi indicado a 5 prêmios Tony: Melhor Musical, Melhor Libreto de Musical, Melhor Trilha Sonora Original, Melhor Ator Coadjuvante em Musical e Melhor Coreografia, vencendo em Melhor Ator Coadjuvante (James Monroe Iglehart).

### Remake
Em 2016, a Disney anunciou uma versão  live action de Aladdin, dirigida por Guy Ritchie e com Ritchie escrevendo o roteiro junto de John August. Lançado em 2019, a refilmagem conta com Mena Massoud como Aladdin e Will Smith no papel do Gênio.